# Pterolophia pseudodapensis
Pterolophia pseudodapensis är en skalbaggsart som beskrevs av Stefan von Breuning 1947. Pterolophia pseudodapensis ingår i släktet Pterolophia och familjen långhorningar.
Artens utbredningsområde är Laos. Inga underarter finns listade i Catalogue of Life.